# Marcus Ehning
Marcus Ehning (Südlohn, 19 de abril de 1974) es un jinete alemán que compite en la modalidad de salto ecuestre.
Participó en dos Juegos Olímpicos de Verano, en los años 2000 y 2012, obteniendo una medalla de oro en Sídney 2000, en la prueba por equipos (junto con Ludger Beerbaum, Lars Nieberg y Otto Becker).
Ganó tres medallas en el Campeonato Mundial de Saltos Ecuestres entre los años 2006 y 2018, y nueve medallas en el Campeonato Europeo de Saltos Ecuestres entre los años 1999 y 2025.

## Palmarés internacional
| Juegos Olímpicos   | Juegos Olímpicos           | Juegos Olímpicos  | Juegos Olímpicos |
| Año                | Lugar                      | Medalla           | Categoría        |
| ------------------ | -------------------------- | ----------------- | ---------------- |
| 2000               | Sídney (Australia)         | Medalla de oro    | Por equipos      |
| Campeonato Mundial |                            |                   |                  |
| Año                | Lugar                      | Medalla           | Categoría        |
| 2006               | Aquisgrán (Alemania)       | Medalla de bronce | Por equipos      |
| 2010               | Lexington (Estados Unidos) | Medalla de oro    | Por equipos      |
| 2018               | Tryon (Estados Unidos)     | Medalla de bronce | Por equipos      |
| Campeonato Europeo |                            |                   |                  |
| Año                | Lugar                      | Medalla           | Categoría        |
| 1999               | Hickstead (Reino Unido)    | Medalla de oro    | Por equipos      |
| 2003               | Donaueschingen (Alemania)  | Medalla de oro    | Por equipos      |
| 2003               | Donaueschingen (Alemania)  | Medalla de bronce | Individual       |
| 2005               | San Patrignano (Italia)    | Medalla de oro    | Por equipos      |
| 2007               | Mannheim (Alemania)        | Medalla de plata  | Por equipos      |
| 2009               | Windsor (Reino Unido)      | Medalla de bronce | Por equipos      |
| 2019               | Róterdam (Países Bajos)    | Medalla de plata  | Por equipos      |
| 2021               | Riesenbeck (Alemania)      | Medalla de plata  | Por equipos      |
| 2025               | La Coruña (España)         | Medalla de bronce | Por equipos      |